# Рихтер, Дмитрий Иванович
Дми́трий Ива́нович Ри́хтер (25 октября [6 ноября] 1848, Москва — 2 июля 1919, Детское Село) — российский статистик, географ, редактор и публицист.

## Биография
Дмитрий Иванович Рихтер родился 25 октября (6 ноября) 1848 года в Москве.
Проживая в Санкт-Петербурге, столице Российской империи,  Д. И. Рихтер на протяжении трёх лет был студентом Института путей сообщения, а затем слушал лекции в заграничных университетах.
С 1876—1889 годах служил в тверском губернском земстве, сначала по страхованию, потом в статистическом отделении тверского губернского земства и содействовал выработке особых приёмов территориальной статистики по учету земель с получением сведений на волостных съездах и обратил специальное внимание на исследование хозяйства на церковных землях.
С 1890 года Рихтер занимает должность заведующего статистикой в Дворянском земельном банке.
По инициативе Д. И. Рихтера в 1894 году учреждена статистическая комиссия при Императорском Вольном экономическом обществе. В 1900—1903 годах Д. И. Рихтер состоял секретарем ВЭО и редактировал его «Труды».
Первые печатные работы Рихтера помещены в некоторых заграничных изданиях. Тверским земством изданы составленные им, отчасти вместе с В. И. Покровским, описания Ржевского (1885) и Вышневолоцкого (1889) уездов и «О ценности и доходности земель Ржевского уезда» (1884).
Среди других работ Рихтера Д. И. — «Опыт разделения Европейской России на районы по естественным и экономическим признакам» («Труды ВЭО», 1898). В этой работе Рихтер делает попытку классифицировать признаки районов в комбинации — по естественно-историческим условиям (почва, распределение влаги, климат и растительный покров)  и экономическим условиям (плотность населения, его занятие, распределение земель на угодья, условия землевладения и землепользования, развитие скотоводства, сбор сельскохозяйственных продуктов). К этой теме Рихтер вернулся в сборнике, изданном в честь И. А. Стебута в 1904 году.
В сборнике «Влияние урожаев и хлебных цен» (1897) Рихтеру принадлежит статья: «Задолженность частного землевладения».
В 1904 году напечатал статью «Bemerkung über die twerischen Karelier» в Гельсингфорсском журнале «Journal de la societé finno-ougrienne».
Дмитрий Иванович Рихтер напечатал много статей по географии и статистике в «Энциклопедическом словаре Брокгауза и Ефрона» был помощником редактора географического отдела «ЭСБЕ», а затем занял должность редактора.
В 1909 году Д. И. Рихтер приступил к составлению «Географического словаря России» (всего по 1911 год вышло шесть его выпусков).
Дмитрий Иванович Рихтер скончался 2 июля 1919 года в городе Детское Село.

## Семья
Дети:
- Дмитрий Дмитриевич Рихтер (1888–1916), выпускник Императорской Николаевской царскосельской гимназии, военный врач[4].
- Ирина Дмитриевна Рихтер (1895–1972) — гистолог, доктор биологических наук, профессор[4].
- Владимир Дмитриевич Рихтер (1897–?), получил образование ветврача и работал в Мурманском оленеводческом совхозе[4].
- Гавриил Дмитриевич Рихтер (1899—1985), физико-географ, страновед, снеговед, доктор географических наук (1945), профессор, заслуженный деятель науки РСФСР[5][6].

## Труды
- Земская статистика на IX-м Съезде естествоиспытателей в Москве / Доклад Д. И. Рихтера в 3 Отд. Императорского Вольного экономического общества, 12 марта 1894 г. Съезд естествоиспытателей и врачей. — [СПб.: Тип. В. Демакова, 1894]. — 21 с.
- Земская статистика на празднике русской науки // Русское богатство. 1894. № 3. С. 27—39.
- Задолженность частного землевладения. Влияние урожаев и хлебных цен на некоторые стороны русского народного хозяйства: Монография. — СПб., 1897. — 500 с.
- Поездка в Новгород Великий / Санкт-Петербургское о-во содействия физ. развитию; сост. действительные члены о-ва Д. И. Рихтера и В. В. Розин. — Санкт-Петербург: Тип. А. С. Суворина, 1897. — 26 с., [1] л. к.: табл. — (Путеводитель; № 1).
- Опыт разделения Европейской России на районы по естественным и экономическим признакам: Доклад Д. И. Рихтера, чит. в засед. Стат. комис. Имп. вольн. экон. о-ва 11 марта 1898 года: С прил. картогр. №№ I—VII. — СПб.: тип. В. Демакова, 1898. — 46, 27 с.: табл. — Отд. отт. из «Трудов Имп. вольн. экон. о-ва» 1898 г., кн. 4-я.
- Земская статистика и её работы // Вестник Европы. 1904. Кн. 7. С. 315—342.
- К вопросу о разделении России на районы по физическим и экономическим признакам / Доложено Д. И. Рихтером в соедин. заседании (16 дек.) Комис В.Э. О-ва: Науч. агрономии, Почвенной, Ботан.-геогр. и Статистич. — Санкт-Петербург: типо-лит. М.П. Фроловой, [1909]. — 12 с.
- Государственные земельные банки в России и их дальнейшая судьба / Д. И. Рихтер; Вольное экон. о-во Петрогр. отд. Лиги аграрных реформ. — Петроград: тип. В. Ф. Киршбаума, 1917. — [2], 21 с. — (Аграрные вопросы в России; Вып. 2)
- Сколько земли в России и кто этой землею владеет / Д. И. Рихтер; Вольн. экон. о-во. Петрогр. отд. Лиги аграр. реформ. — Петроград: тип. В. Ф. Киршбаума (отд.), 1917. — 48 с.